# Muzeum Śremskie
Muzeum Śremskie – placówka muzealna znajdująca się przy ulicy Mickiewicza 89 w Śremie.

## Historia
Zbiorom muzealnym w Śremie początek dał cukiernik Feliks Sałaciński. W 1895 (będąc dzieckiem) znalazł na podśremskich polach miedziaka z okresu panowania Zygmunta III Wazy, co zapoczątkowało jego pasję kolekcjonera. Po I wojnie światowej zorganizował w mieszkaniu prywatnym małą izbę muzealną (ul. Poznańska 12). Do II wojny zebrał 4000 eksponatów, które uległy w czasie walk częściowemu rozproszeniu. Zbiory pragnął przekazać miastu, ale ze względów proceduralno-prawnych nie zdążył tego uskutecznić, w związku z czym eksponaty odziedziczyli krewni. Część tych przedmiotów udało się jednak od nich odkupić. Na siedzibę nowego muzeum, w 1976, przeznaczono część pomieszczeń w starym ratuszu, a w 1991 placówka otrzymała samodzielny budynek ekspozycyjny w obecnej lokalizacji. W 2021 muzeum rozbudowano: powstały pawilon wystawowy, sala widowiskowa i stała ekspozycja multimedialna. Przed budynkiem stanęły dwie rzeźby Magdaleny Abakanowicz.

## Zbiory i działalność
W zbiorach muzeum znajdują się eksponaty o charakterze regionalnym zgrupowane w działach: archeologicznym, etnograficznym, historycznym, rzemiosła cechowego, militariów i zabytków bractwa kurkowego. W sali wystaw czasowych odbywają się prezentacje środowiska artystycznego oraz zaproszonych artystów z kraju i zagranicy.
Muzeum organizuje cykliczne wystawy tematyczne, lekcje muzealne dla uczniów oraz dla dorosłych, wystawy fotografii, galerie malarstwa i rzeźby. Prowadzi działalność wydawniczą: broszury i albumy kulturalno-historyczne, a także redaguje dwumiesięcznik „Gazeta Śremska”.